# 부정교합
부정교합(不正咬合, malocclusion) 또는 맞물림장애는 이가 고르게 놓이지 않거나 두 치열궁(齒列弓)의 관계가 부정확한(서로 맞물리지 않는) 것을 말한다.
사람들은 대부분 어느 정도의 부정교합이 있으나 통상 치료를 요할 정도로 심각하지 않다. 심각한 부정교합이 있는 사람은 문제를 해결하기 위해 치과 교정이나 경우에 따라서는 외과 수술이 필요하다. 부정교합을 바로잡음으로 충치의 위험을 줄일 수 있으며, 악관절에 주어지는 과도한 압력을 줄이는 데 도움이 될 수 있다. 치과 교정은 또한 심미적인 이유에서 이를 가지런히 하는 데 사용되기도 한다.

## 분류
부정교합은 ‘치과 치료술의 창시자'인 에드워드 앵글의 분류법에 의해 3가지 유형으로 나눌 수 있다. 어쨌거나, 이러한 분류에 직접 들어맞지 않는 다른 상태들도 있다. 앵글의 분류를 구분하거나 바꾸려는 많은 시도가 있어, 많은 특수형들이 등장하였다.
에드워드 앵글은 부정교합을 처음으로 분류하였다. 그의 분류는 상앗골(위턱뼈) 첫 번째 어금니의 상대적인 위치에 기초하였다. 앵글에 의하면 윗쪽 첫 번째 어금니의 앞 중앙쪽 볼 방향(mesiobuccal)이 아래턱뼈 어금니의 볼고랑(협측구)과 나란해야 한다. 치아들은 모두 교합선에 맞아야 하는데, 이때의 교합선은 위턱뼈의 중심의 오목한 부분과 송곳니의 치대(齒帶), 아래턱뼈의 협측교두(뺨쪽 치아도드리)와 앞니 끝을 지나는 부드러운 곡선을 말한다. 이로부터의 변형에서 부정합의 유형이 나왔다. 또한, 좌우의 부정합이 서로 다른 유형이 되는 경우도 가능하다.

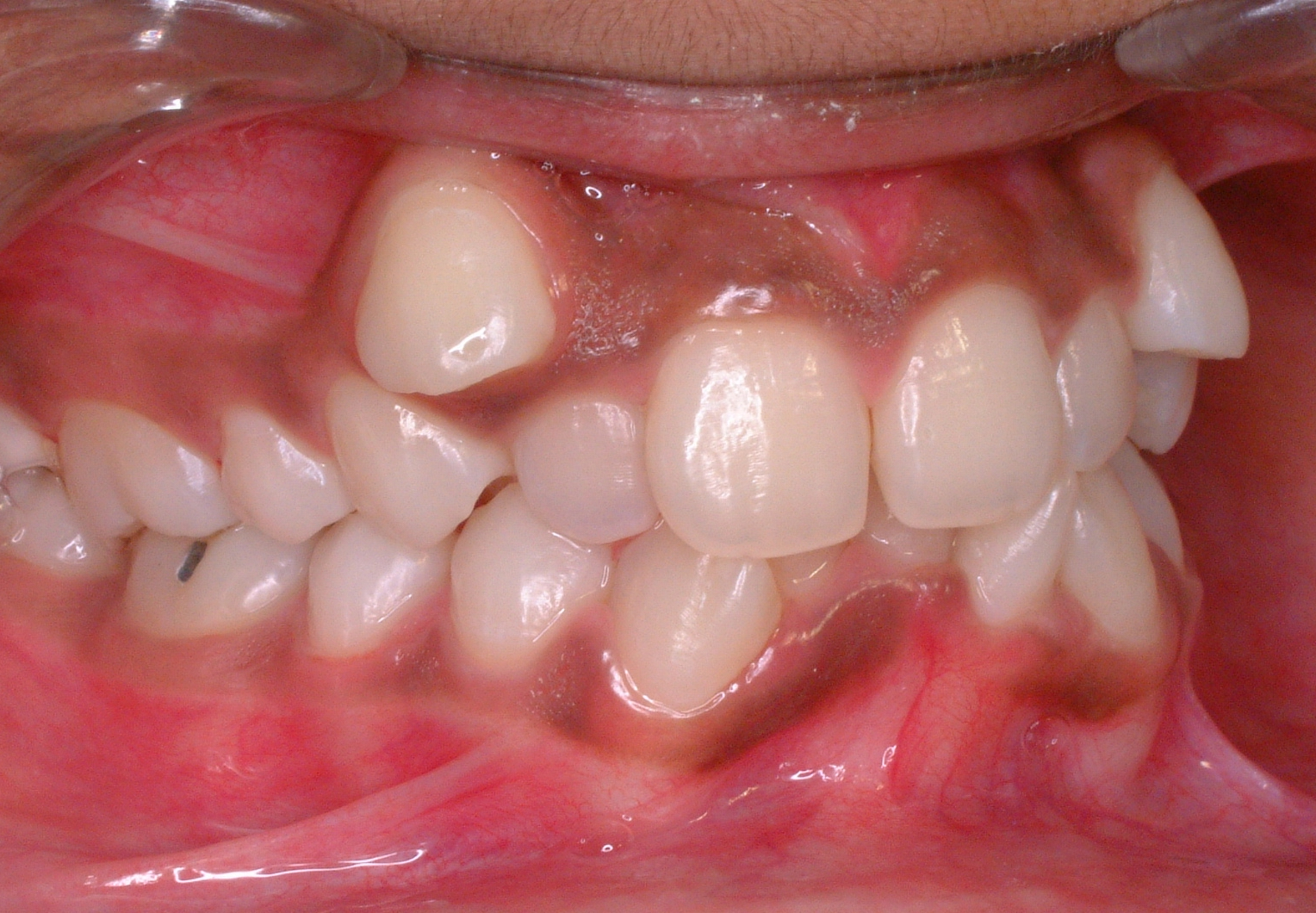
심하게 몰리고 입술 안쪽에 송곳니가 돌출한 1급
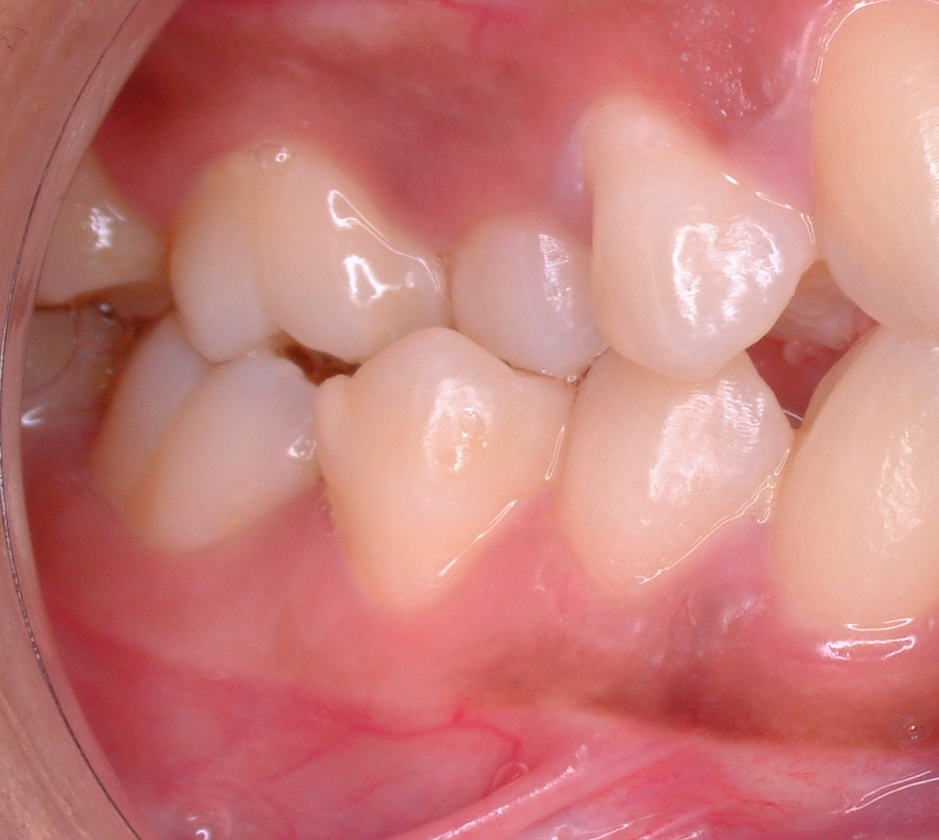
어금니 관계의 2급

## 같이 보기
- 교합